# Will Forte
Orville Willis (Will) Forte IV (Alameda County, 17 juni 1970) is een Amerikaans komiek, acteur, stemacteur en scenarioschrijver. Hij werd in 1998 genomineerd voor een Primetime Emmy Award samen met het gehele schrijversteam van de Late Show with David Letterman en in 2013 nogmaals voor zijn gastrol als Paul in de komedieserie 30 Rock. Voor zijn bijrol als David Grant in de dramafilm Nebraska (2013) won hij daadwerkelijk een National Board of Review Award. Forte maakte in 2004 zijn film- en acteerdebuut als politieagent in de boekverfilming Around the World in 80 Days. Daarvoor was hij al wel te horen op televisie in de animatieserie Clone High (2002-2003), waarvoor hij de stem van Abe Lincoln insprak.

## Carrière
Voor Forte officieel debuteerde als acteur was hij in 1997 al eens te zien in een sketch tijdens de Late Show with David Letterman, waarin hij een man speelde die gedood wordt met een sneeuwruimer. Dergelijke rollen speelde hij later meer, naast die in films en televisieseries. Zo maakte Forte van 2002 tot en met 2012 deel uit van de cast van het sketchprogramma Saturday Night Live, waarmee hij meer dan 150 afleveringen maakte. Hijzelf persifleerde daarin onder andere George W. Bush, Carson Daly, Willie Nelson, Brit Hume, John Edwards, Hu Jintao, Bruce Jenner, Newt Gingrich, Nick Lachey en Macaulay Culkin. Daarnaast verscheen Forte vanaf 2010 regelmatig als een alternatieve Ted Turner in Conan, een praatprogramma van Conan O'Brien.
Fortes eerste schrijfwerkzaamheden waren die in 1997 voor drie afleveringen van Jenny McCarthy's sketchprogramma The Jenny McCarthy Show. Later datzelfde jaar nam de Late Show with David Letterman hem aan als schrijver, drie maanden na zijn eenmalige verschijning in een sketch in hetzelfde programma. Forte maakte vervolgens tien maanden deel uit van dit schrijfteam. Ook schreef Forte mee aan de scenario's van de jaarlijkse MTV Movie Awards van 1997, 1998, 1999, 2000, 2001, 2002, 2003, 2005 en 2007. In de tussentijd kreeg hij zijn eerste opdrachten als schrijver voor afleveringen van televisieseries als 3rd Rock from the Sun en That '70s Show. In 2001 verscheen de eerste televisiefilm die hij (samen met Erica Rivinoja) schreef , getiteld Castaway Dick. De eerste bioscoopfilm uit zijn pen volgde in 2007, onder de titel The Brothers Solomon. 

## Filmografie
*Als acteur, exclusief televisiefilms
| - Kinda Pregnant (2025 - Netflix film) - Scoob! (2020, stem) - The Laundromat (2019) - Good Boys (2019) - Booksmart (2019) - Extra Ordinary (2019) - The Lego Movie 2: The Second Part (2019, stem) - Luis and His Friends from Outer Space (2018) - A Futile and Stupid Gesture (2018) - Popstar: Never Stop Never Stopping (2016) - Ma vie de Courgette (2016, stem Engelstalige versie) - Keanu (2016) - The Ridiculous 6 (2015) - Staten Island Summer (2015) - Get Squirrely (2015, stem) - Don Verdean (2015) - She's Funny That Way (2014) - Apartment Troubles (2014) - 22 Jump Street (2014) - The LEGO Movie (2014, stem) - Cloudy with a Chance of Meatballs 2 (2013, stem) | - Life of Crime (2013) - Grown Ups 2 (2013) - Nebraska (2013) - Run & Jump (2013) - The Watch (2012) - Rock of Ages (2012) - That's My Boy (2012) - Tim and Eric's Billion Dollar Movie (2012) - A Good Old Fashioned Orgy (2011) - MacGruber (2010) - Cloudy with a Chance of Meatballs (2009, stem) - Fanboys (2009) - Brief Interviews with Hideous Men (2009) - The Slammin' Salmon (2009) - Baby Mama (2008) - The Brothers Solomon (2007) - Beerfest (2006) - Around the World in 80 Days (2004) |

## Televisieseries
*Als acteur, exclusief eenmalige optredens
- Win or Lose - stem Coach Den (2025, acht afleveringen)
- Alien News Desk - stem Drexx Drudlarr (2019, twaalf afleveringen)
- Bob's Burgers - stem Kurt / Mr. Grant (2013-2018, vier afleveringen)
- The Last Man on Earth – Phil 'Tandy' Miller (2015–2018, 66 afleveringen)
- Moonbeam City - stem Rad Cunningham (2015, tien afleveringen)
- The Awesomes - Malocchio Jr. (2014-2015, tien afleveringen)
- The League - Chuck (2011-2015, twee afleveringen)
- Lab Rats – stem Eddy (2012–2015, twintig afleveringen)
- The Cleveland Show – 17x stem Wally Farquhare + anderen (2009–2013, 22 afleveringen)
- American Dad! – Verschillende stemmen (2009–2012, vijf afleveringen)
- 30 Rock – Paul (2007–2012, twaalf afleveringen)
- Gravity Falls – stem Cute Biker (2012-2016, dertien afleveringen)
- Saturday Night Live – Verschillende (2002–2012, 157 afleveringen)
- Allen Gregory – 3x stem Stewart Rossmyre, 3x stem Ian (2011)
- How I Met Your Mother – Randy Wharmpess (2008–2010, twee afleveringen)
- Tim and Eric Awesome Show, Great Job! – Verschillende (2007–2010, zes afleveringen)
- Sit Down Shut Up – stem Stuart Proszakian (2013, dertien afleveringen)
- Campus Ladies – Stuart (2006, twee afleveringen)
- Clone High – stem Abe Lincoln (2002–2003, dertien afleveringen)

## Scenarioschrijver
*Alleen films vermeld
- MacGruber (2010, co-schrijver)
- Saturday Night Live Presents: Sports All-Stars (2010, televisiefilm)
- Extreme Movie (2008, co-schrijver)
- The Brothers Solomon (2007)
- Castaway Dick (2001, televisiefilm)

- Bibsys: 14042326
- Gemeinsame Normdatei: 143041460
- International Standard Name Identifier: 0000 0000 4818 5412
- Library of Congress Control Number: no2006064255
- MusicBrainz: db0d887b-df7a-48ed-8e0e-793ad3f22eca
- Nationale Bibliotheek van Israël: 987007352421005171
- Nederlandse Thesaurus van Auteursnamen: 375311718
- Système universitaire de documentation: 181262487
- Virtual International Authority File: 14525954
- WorldCat: E39PBJhhtVtHhPrkgYj7tt6Frq